# El tren de las 16
«El tren de las 16», es una canción perteneciente al álbum de estudio titulado Pappo's Blues Volumen 2 del grupo musical de Argentina Pappo's Blues. Fue compuesta por Norberto Pappo Napolitano en el año 1972, y grabada y editada para el sello discográfico Music hall.
La canción inicia con un solo de batería que dura un poco más de 30 segundos, la letra habla de un amor pasajero, y tiene un solo de guitarra interpretada por Pappo a mitad de la grabación. Es considerada por la revista Rolling Stone como la 49° mejor canción del rock argentino en la lista de "Los 100 Hits", realizada en 2002. En el 2000, Pappo incluyó la canción al final del álbum Pappo & amigos junto a otras antiguas canciones del artista.

## Músicos
- Pappo: Voz y guitarra.
- Black Amaya: Batería.
- Carlos Pignatta: Bajo.